# Rio Brantas

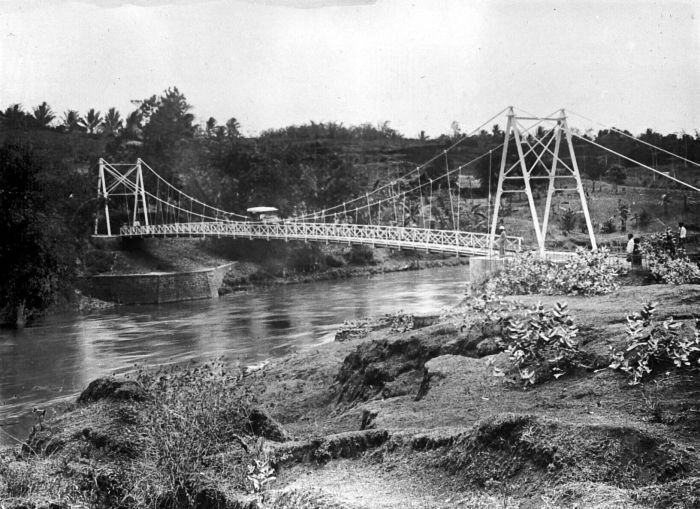
Ponte suspensa sobre o Rio Brantas River - 1922

Rio Brantas é o maior rio da província de Java Oriental. Seu curso tem fomato semi-circular ou espiral: na fonte o rio toma o sentido sudeste, gradualmente vira para sul, depois sudoeste, oeste, norte e finalmente flui para leste até desaguar no Mar de Java.